# Gruppenneume
Gruppenneumen bestehen aus mehreren Neumen des Gregorianischen Chorals, die auf beliebiger gleicher oder unterschiedlicher Tonhöhe stehen. Die einfachste Form von Gruppenneumen stellen die Doppeltonneumen dar, die wiederum aus zwei Einzeltonneumen bestehen. Gruppenneumen, die aus drei Einzeltönen zusammengesetzt sind, werden als Dreifachtonneumen bezeichnet. Bei der Kombination von Gruppenneumen handelt es sich um Mehrgruppenneumen. Die Zerlegung von Gruppenneumen in Doppel- oder Einzeltonneumen wird auch als Neumentrennung bezeichnet.

## Zusatzbezeichnungen
Gruppenneumen können auch durch Hinzufügen bestimmter Suffixe an die Bezeichnung der Neumen spezifiziert werden, wobei die Intervalle zu den höheren und tieferen Folgetönen zwar immer größer als eine Prime, ansonsten aber nicht weiter bestimmt sind:
| Torculus resupinus flexus | Torculus resupinus flexus        |
| ------------------------- | -------------------------------- |
| Quadratnotation           | Neumenhandschrift Sankt Gallen   |
| Quadrat- notation         | Neumen- handschrift Sankt Gallen |

- flexus (lateinisch gekrümmt) – für einen tieferen Folgeton
- praepunctis (lateinisch vorgepunktet) – für einen vorhergehenden Ton auf gleicher Tonstufe
- resupinus (lateinisch erhaben) – für einen höheren Folgeton
- resupinus flexus – für einen höheren gefolgt von einem wiederum tieferen Folgeton
- strophicus / strophica – für eine angehängte Stropha auf gleicher Tonhöhe
- subbipunctis (lateinisch zweimal unterpunktet) – für zwei jeweils tiefere Folgetöne
- subpunctis (lateinisch unterpunktet) – für einen tieferen Folgeton

Beispielsweise kann also eine Clivis auch als Virga flexa, ein Pes als Virga resupina, ein Porrectus als Flexa resupina, ein Torculus als Pes flexus oder ein Climacus als Virga subbipunctis bezeichnet werden, was in der Praxis jedoch nur selten geschieht, weil die Namen dieser wichtigen Gruppenneumen etabliert sind.